# パリ〜ツール2006
パリ〜ツール2006は、パリ〜ツールの100回目のレース。2006年10月8日に行われた。

## 結果
イヴリーヌ県からトゥールまでの254km。
| 順位 | 選手名                     | 国籍           | チーム                   | 時間          |
| ---- | -------------------------- | -------------- | ------------------------ | ------------- |
| 1    | フレデリック・ゲドン       | フランス       | フランセーズ・デ・ジュー | 5時間31分11秒 |
| 2    | クルトアスル・アルヴェセン | ノルウェー     | チームCSC                | 同            |
| 3    | スチュアート・オグレディ   | オーストラリア | チームCSC                | +8秒          |
| 4    | トル・フースホフト         | ノルウェー     | クレディ・アグリコル     | 同            |
| 5    | アレクサンドル・ウソフ     | ベラルーシ     | Ag2R                     | 同            |
| 6    | バーデン・クック           | オーストラリア | ユニベット.com           | 同            |
| 7    | フランク・ヘイ             | デンマーク     | ゲロルシュタイナー       | 同            |
| 8    | ダニーロ・ナポリターノ     | イタリア       | ランプレ・フォンディタル | 同            |
| 9    | トム・ステールス           | ベルギー       | ダヴィタモン・ロット     | 同            |
| 10   | フィリッポ・ポッツァート   | イタリア       | クイックステップ         | 同            |